# Colpixys gigas
Colpixys gigas är en stekelart som beskrevs av Boucek 1972. Colpixys gigas ingår i släktet Colpixys och familjen finglanssteklar.
Artens utbredningsområde är Ghana. Inga underarter finns listade i Catalogue of Life.